# Gragareth
Gragareth est un sommet du Royaume-Uni culminant à 627 mètres d'altitude dans la chaîne des Pennines, dans le comté du Lancashire, dont il est le point culminant, dans le Nord de l'Angleterre. Il fait partie du parc national des Yorkshire Dales. Les versants de la montagne sont parcourus de nombreux murs en pierre sèche, marquant des limites de paroisses voire de comtés, avec le proche Yorkshire du Nord. Si la montagne est accessible en randonnée pédestre, elle fait aussi l'attrait des spéléologues en raison de ses nombreuses cavités.

## Toponymie
Le nom Gragareth pourrait dériver du vieux norrois grǣg grēot ayant donné en anglais « gray grit » et signifiant « pierre grise »,.

## Géographie

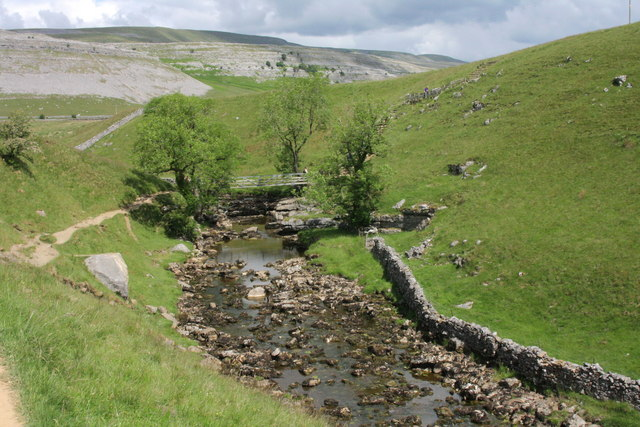
Vue de la rivière Twiss franchie par le pont de Raven Ray, avec Gragareth en arrière-plan ; sa confluence avec la rivière Doe forme la rivière Greta.

Gragareth est situé dans le Nord de l'Angleterre, au Royaume-Uni, dans le comté du Lancashire ; son versant oriental s'étend dans le comté du Yorkshire du Nord, leur limite passant à 200 mètres à l'est du sommet, à plus de 620 mètres d'altitude. Il se trouve à environ 22 kilomètres au sud-est de Kendal, 27 kilomètres au nord-est de Lancaster, 75 kilomètres au nord-ouest de Leeds et 80 kilomètres au nord de Manchester. Les côtes de la baie de Morecambe, en mer d'Irlande, sont à 22 kilomètres à l'ouest-sud-ouest. Le sommet s'élève à 627 mètres d'altitude, ce qui en fait le point culminant du Lancashire. Il est matérialisé par une borne géodésique. Sa hauteur de culminance par rapport au Great Coum, à 4,4 kilomètres sur la même crête au nord, est de 33 mètres. Il fait partie des Yorkshire Dales, dans les Pennines. La montagne abrite un important réseau karstique, le Three Counties System (en), qui se manifeste par des dolines et des grottes. Il appartient au bassin du fleuve Lune ; les eaux de surface du versant oriental alimentent son affluent, la rivière Greta (en).

## Histoire
La limite entre les comtés du Lancashire et du Yorkshire du Nord est matérialisée par l'« un des murs en pierre sèche les plus hauts du comté ». Historiquement, il marque la limite entre les comtés administratifs du West Riding of Yorkshire et du Westmorland.

## Activités

### Randonnée et ascension
L'ascension peut être réalisée depuis le hameau d'Ireby, au sud-ouest. Elle suit d'abord une petite route jusqu'à la Leck Fell House, puis monte par une pente importante en direction de l'est jusqu'aux cairns des Three Men of Gragareth puis au sommet. La descente s'effectue vers le sud puis sud-ouest, par la parcelle comprise entre le mur de pierre sèche marquant la frontière entre les deux comtés à l'est et celui, presque parallèle, marquant la limite entre les paroisses de Leck et d'Ireby, légèrement à l'ouest ; elle comprend la caverne d'Ireby Fell.
Il est également possible de démarrer l'ascension depuis les hauteurs du village de Thornton in Lonsdale, au sud, à proximité d'anciennes carrières. Il faut d'abord grimper vers le nord-ouest pour rejoindre la piste de Turbary Road, qui longe le versant oriental à mi-pente. À son extrémité nord-est, il faut entamer une ascension raide vers le nord-ouest pour rejoindre le sommet. La descente s'effectue d'abord vers l'ouest, par les Three Men of Gragareth, puis vers le sud et enfin après avoir franchi les murs, vers le sud-est. Cette boucle présente un dénivelé de 500 mètres pour une longueur de douze kilomètres.

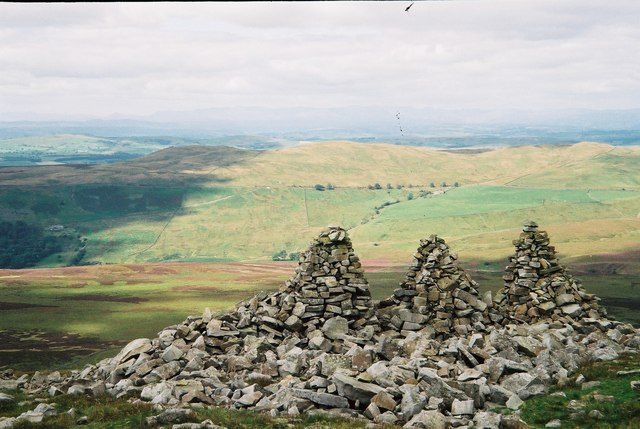
Vue des Three Men of Gragareth en direction de l'ouest.
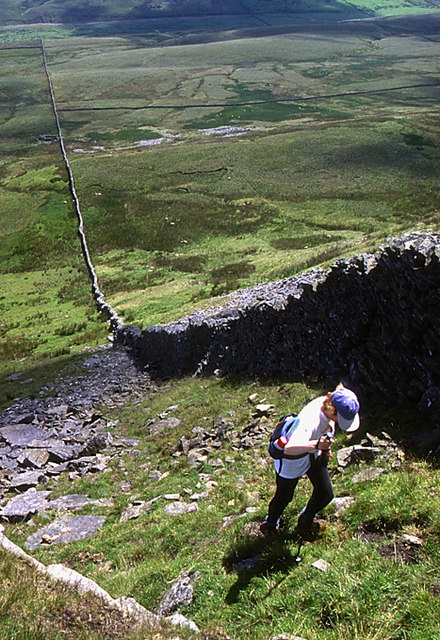
Ascension le long d'un mur en pierre sèche sur le versant oriental depuis Turbary Road.

### Spéléologie
Plusieurs entrées du Three Counties System (en) se situent sur les versants de Gragareth et permettent de pratiquer la spéléologie : les gouffres de Rumbling Hole et Death's Head Hole, la grotte de Lost John et la grotte de Short Drop sont à l'ouest, de part et d'autre de la route de Leck Fell House ; Notts Pot, la caverne d'Ireby Fell et la grotte Low Douk se trouvent au sud-ouest ; la grotte Swinsto, Simpson Pot et Rowten Pot sont au sud-est, tandis que la grotte Yordas s'ouvre à l'est.

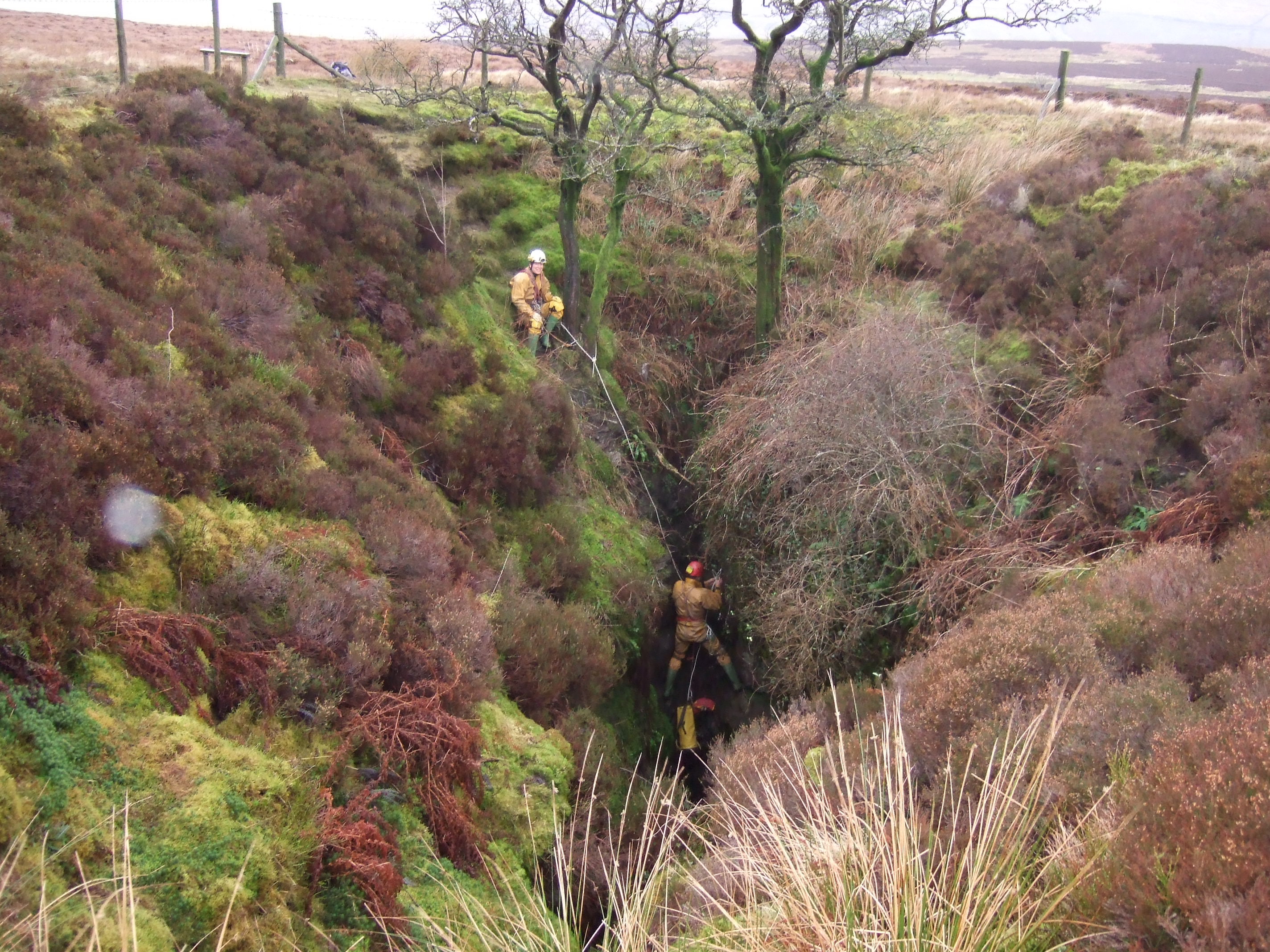
Vue de l'entrée du gouffre de Rumbling Hole.
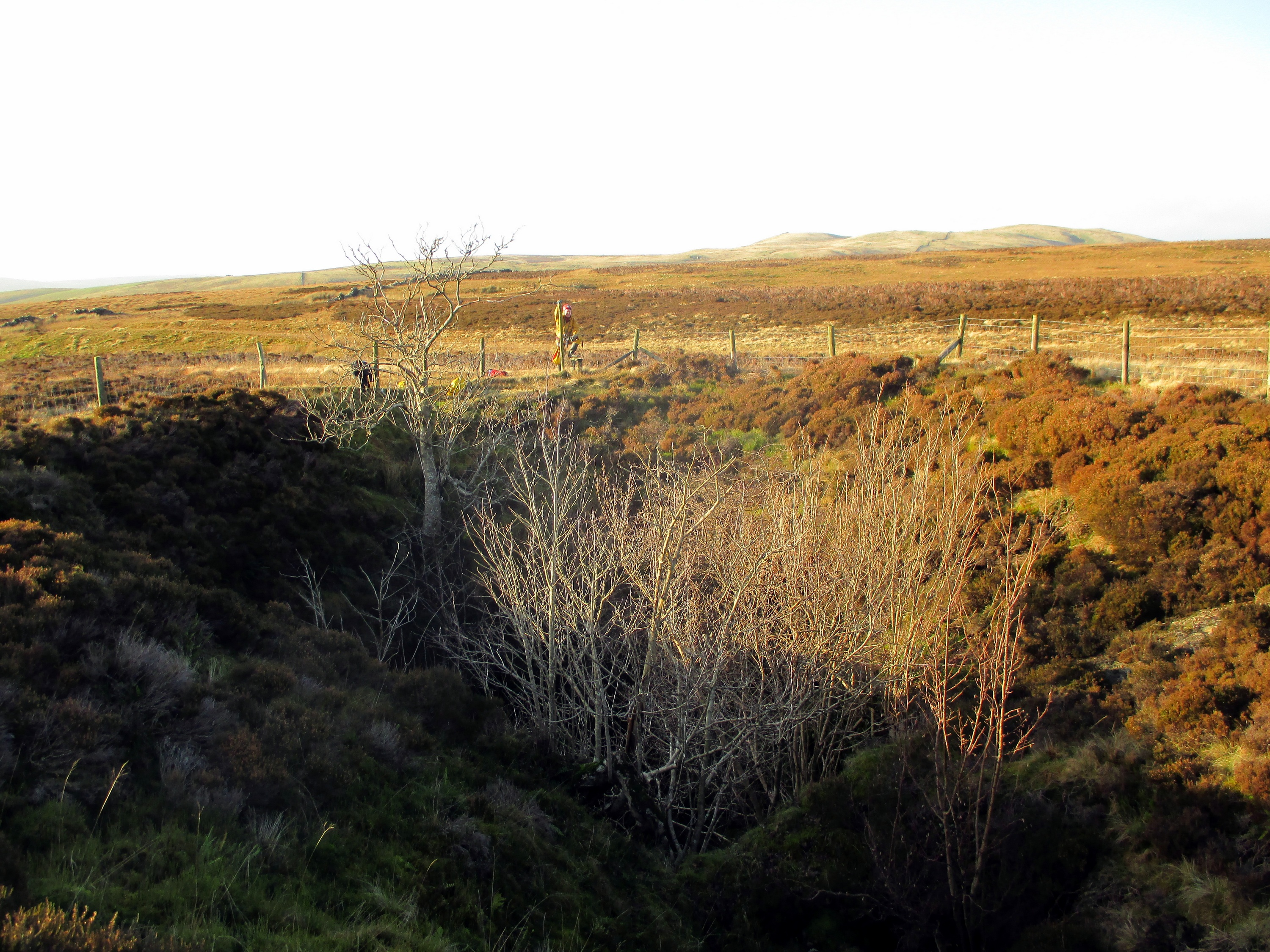
Vue de l'entrée du gouffre de Death's Head Hole, avec le sommet en arrière-plan.
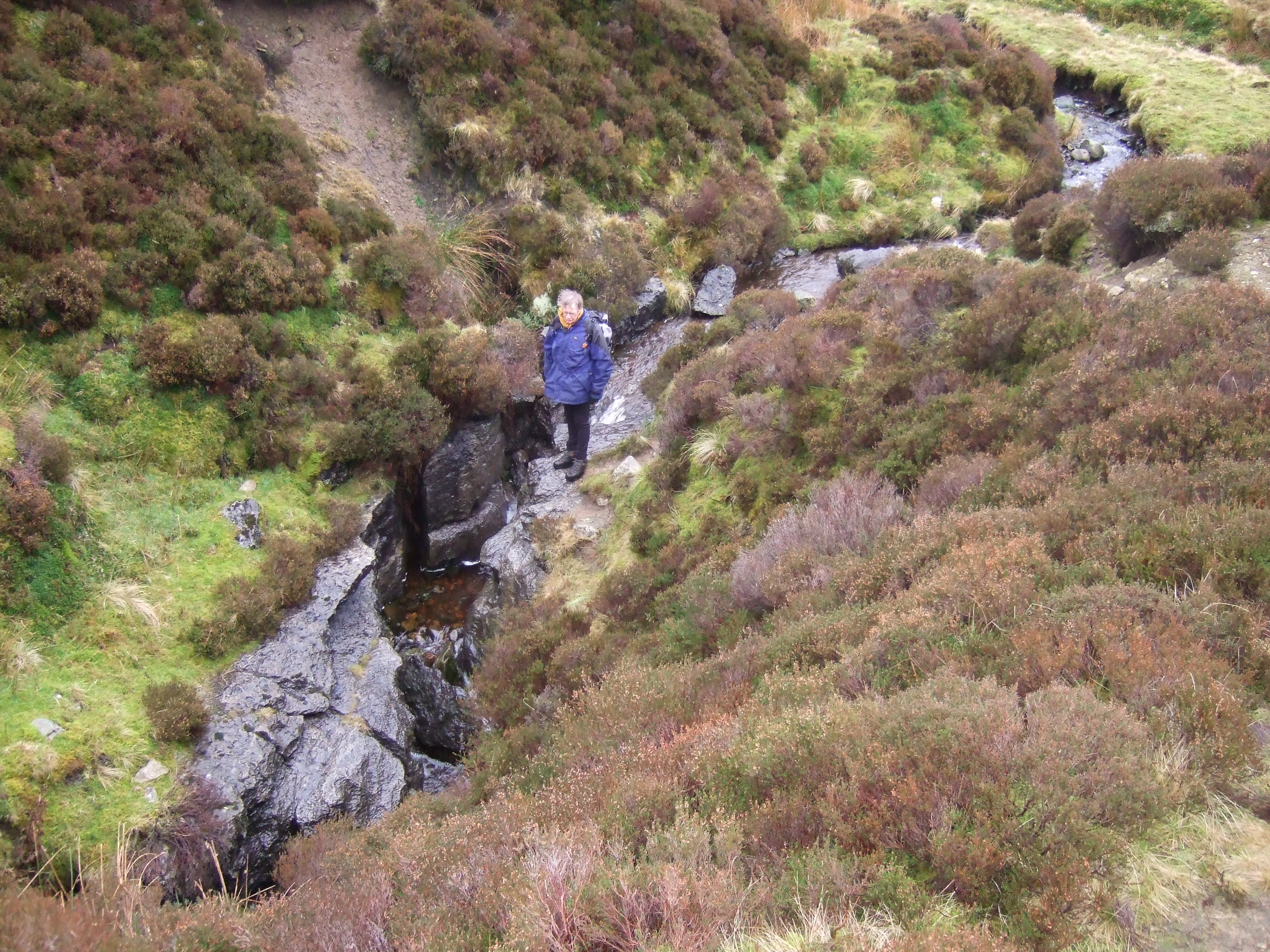
Vue de la perte marquant l'entrée de la grotte de Long John.
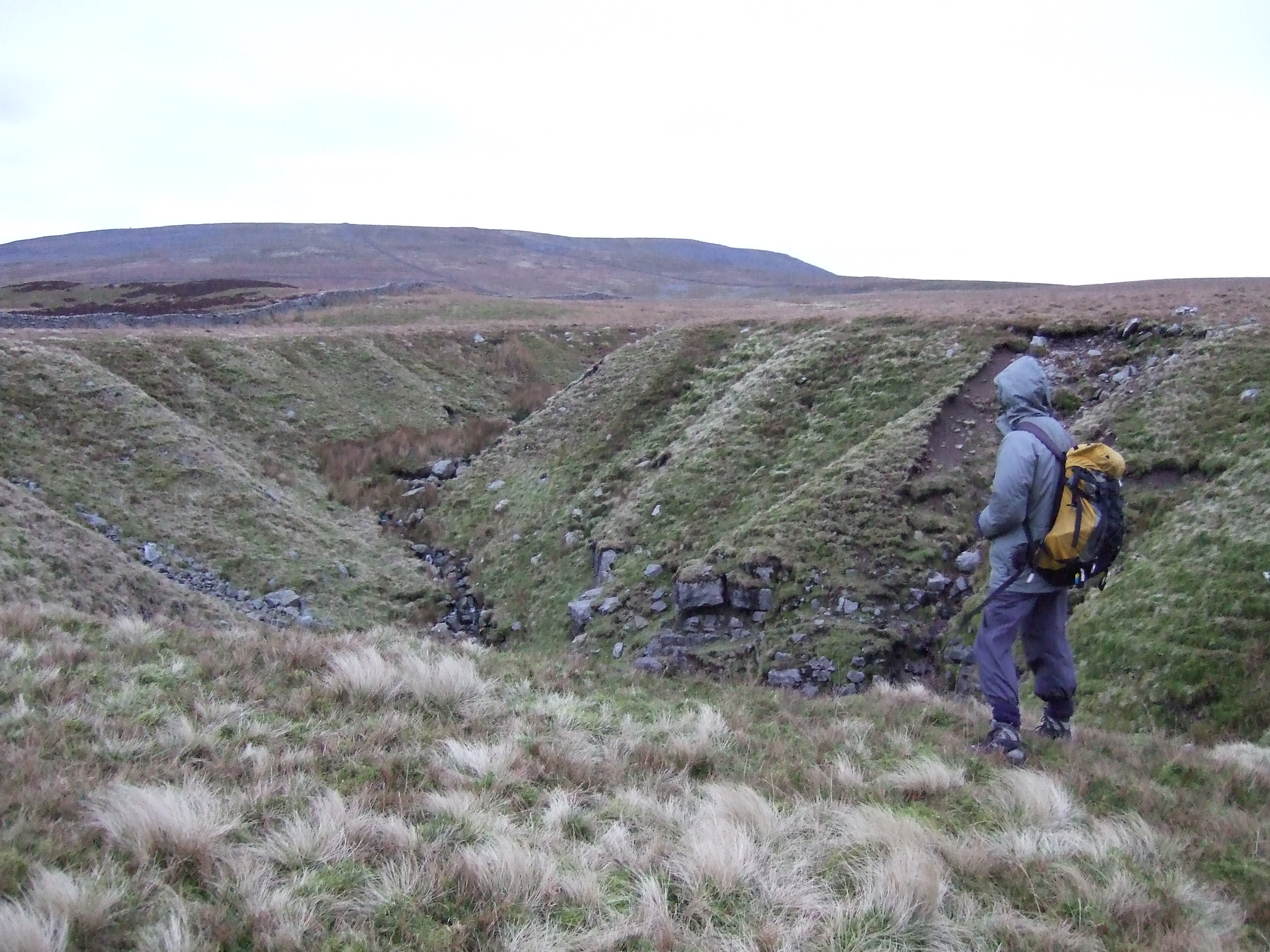
Vue de la doline marquant l'entrée de la caverne d'Ireby Fell, avec le sommet en arrière-plan.
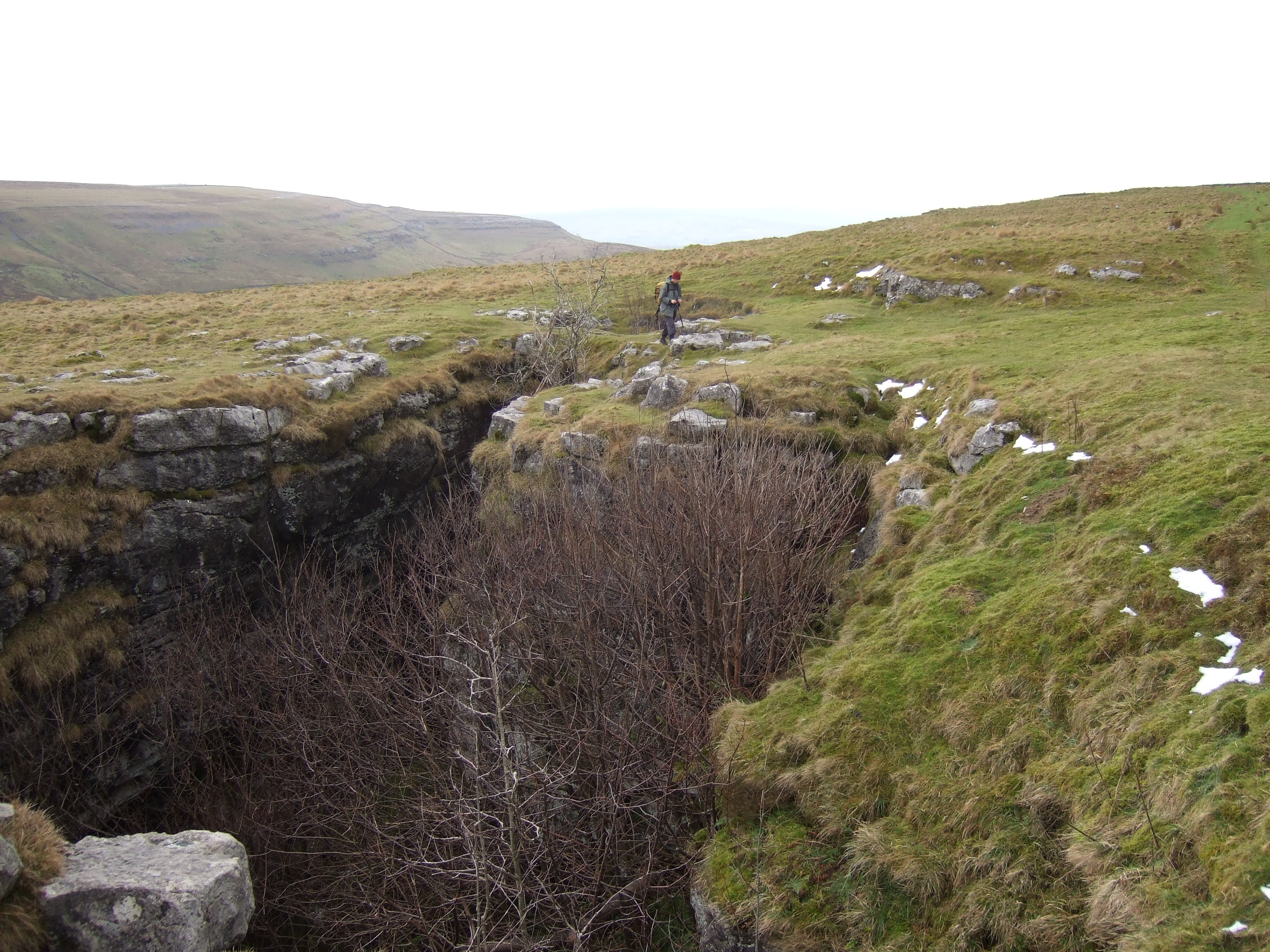
Vue de l'entrée du gouffre de Rowton Pot.
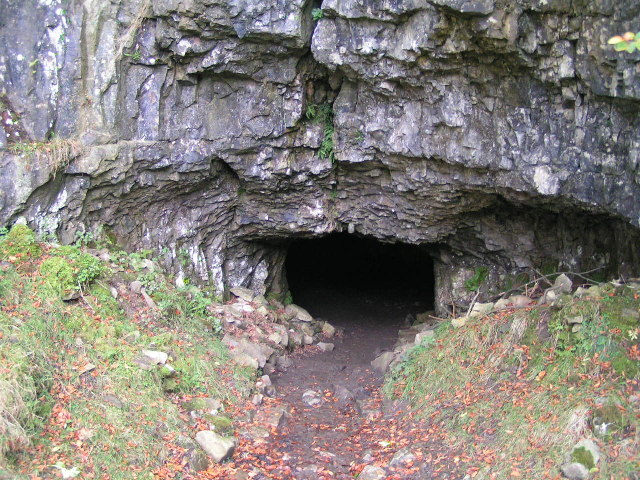
Vue de la grotte Yordas.

### Protection environnementale
Gragareth est protégé depuis 1954 au sein du parc national des Yorkshire Dales qui, depuis l'été 2016, couvre une superficie de 2 256 km2. Ses piémonts sont également inclus dans les sites d'intérêt scientifique particulier de Whernside, qui s'étend au sud et à l'est sur 3 856 hectares, et de Leck Beck Head Catchment Area, qui s'étend à l'ouest sur 692 hectares.